# Park Ward

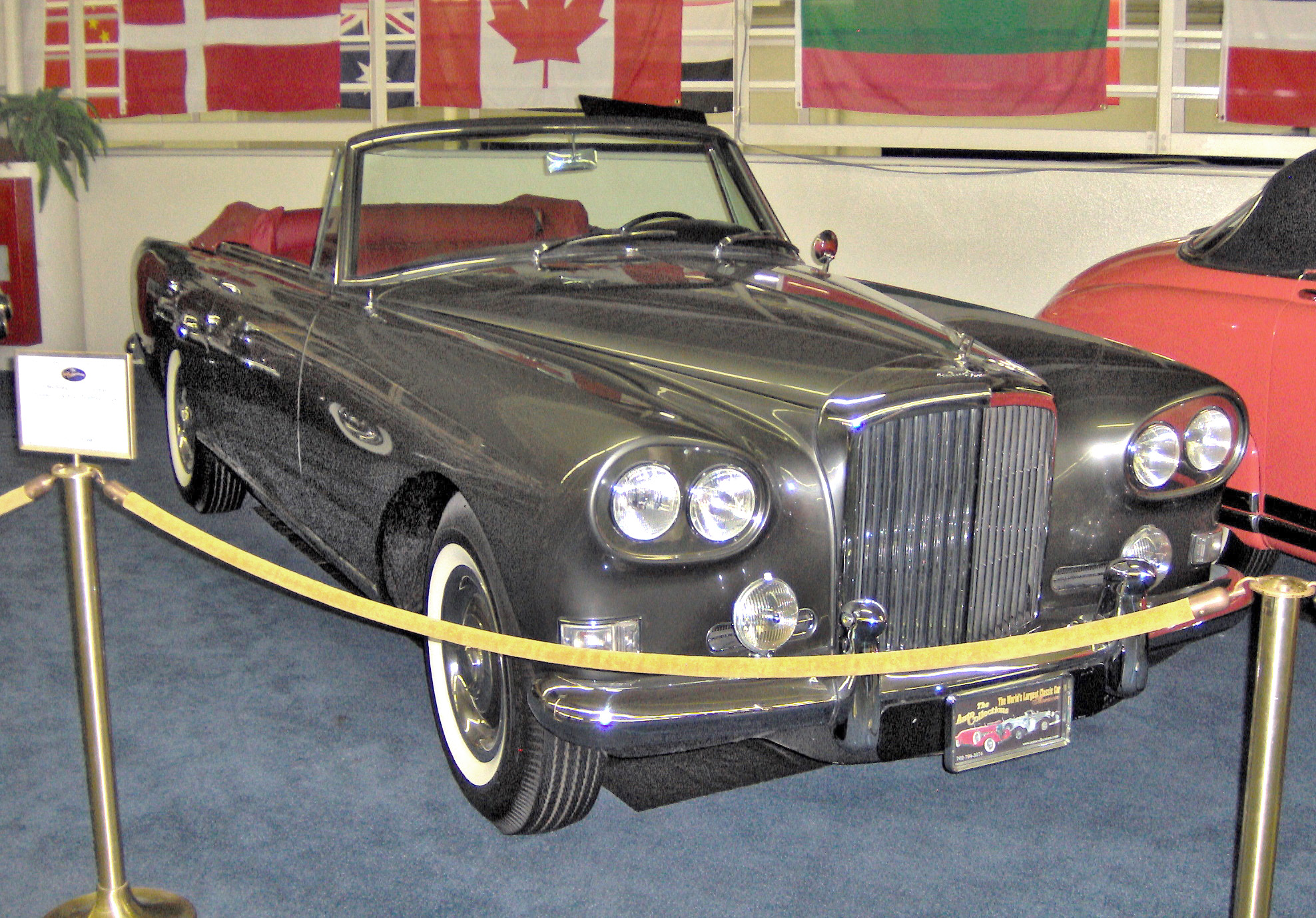
Bentley S3 Continental Mulliner Park Ward

Park Ward é uma empresa de customização de automóveis fundada em 1919. Atualmente é uma divisão da Bentley. 